# كاليب جونز (لاعب هوكي الجليد)
كاليب جونز (بالإنجليزية: Caleb Jones)‏ هو لاعب هوكي الجليد أمريكي، ولد في 6 يونيو 1997 في فريسكو في الولايات المتحدة.

## وصلات خارجية
- كاليب جونز على موقع دوري الهوكي الوطني (الإنجليزية)
- كاليب جونز على موقع EliteProspects.com (الإنجليزية)
- كاليب جونز على موقع Eurohockey.com (الإنجليزية)
- كاليب جونز على موقع HockeyDB.com (الإنجليزية)
- كاليب جونز على موقع Hockey-Reference.com (الإنجليزية)